# Ferrovia Foggia-Manfredonia
La ferrovia Foggia - Manfredonia è una linea pugliese a binario unico, non elettrificata, di importanza regionale. Il servizio viene svolto a spola tra la città di Foggia e quella di Manfredonia: nonostante il numero di centri abitati intermedi sia molto scarso, la ferrovia continua ad avere una buona frequentazione, specie nel periodo estivo, tra le due città estreme.
La linea regionale connette dunque la città portuale di Manfredonia a Foggia e al resto della rete ferroviaria italiana, e viceversa.

## Storia
Già nel 1834, in una lettera indirizzata all'ingegnere parigino Armando Giuseppe Bayard de La Vingtrie, re Ferdinando II delle Due Sicilie avanzò l'idea di una ferrovia che collegasse Napoli a Manfredonia, all'epoca il più importante porto commerciale adriatico del Regno delle Due Sicilie, da progettare e realizzare in contemporanea all'altra linea fondamentale prospettata dal re, tra Napoli a Nocera (e successivi prolungamenti). La risposta dell'ingegner Bayard fu quella di prendere tempo per un lungo studio, poiché per le competenze tecniche dell'epoca l'attraversamento dell'Appennino tra Campania e Puglia non era impresa facile. Si passò quindi subito alla progettazione dell'altra linea suggerita, che fu poi costruita fino a Portici nel 1838, accantonando per il momento quella per Manfredonia per le difficoltà tecniche, nonostante il fiorire di progetti ingegneristici, tra cui quello dell'illustre matematico foggiano Ferdinando De Luca.
Nel 1871, dopo l'unità d'Italia, un Consorzio per la costruzione delle ferrovie della Capitanata ripropose l'esecuzione della linea, inserita però ora in un contesto nazionale. La legge Baccarini del 1879 la inserì tra le ferrovie secondarie da costruire con il contributo del 20 % a carico degli enti locali, non ritenendo più essenziale il collegamento Manfredonia-Napoli. Dopo il 1881 la Società per le Strade Ferrate Meridionali ne diede il subappalto per la costruzione, che procedette abbastanza a rilento.
La Foggia-Manfredonia venne inaugurata il 12 luglio 1885 come diramazione dalla linea Adriatica, subito dopo la stazione di Foggia, in modo tale da unire l'entroterra pugliese all'Adriatico e favorire lo scambio di merci con il porto di Manfredonia, anche se il progetto originario prevedeva che la linea attraversasse tutto il Gargano. La ferrovia, dotata di diverse stazioni lungo il percorso a vantaggio delle popolazioni rurali, ebbe subito un enorme successo sia per le merci sia per i passeggeri.
All'inizio degli anni 1930 la linea fu interessata da importanti cambiamenti: poiché la stazione di Manfredonia sorgeva nella periferia della città, per ottenere un miglior collegamento la linea fu prolungata fino al centro cittadino con una stazione terminale, costituita da un solo binario con marciapiedi, chiamata Manfredonia Città, mentre la prima fu denominata Manfredonia Campagna: l'inaugurazione avvenne il 1º luglio 1933. Sempre nello stesso giorno fu aperto anche un raccordo che collegava la linea al porto di Manfredonia, dove vennero stesi i binari e creata una stazione chiamata Manfredonia Marittima. Nello stesso periodo entrarono in funzione anche le littorine Fiat. La breve linea fu duramente colpita tra il 1941 e il 1943 dai bombardamenti alleati nel corso della seconda guerra mondiale, ma fu ripristinata dopo il 1945 dal comando militare alleato.
Durante gli anni 1970 venne dismesso il raccordo per Manfredonia Marittima. Gli anni 1980 furono i più nefasti per la linea: vennero infatti chiuse alcune stazioni scarsamente utilizzate così come fu definitivamente abolito il prolungamento tra Manfredonia Campagna (che riprese il suo vecchio nome) e Manfredonia Città: la decisione fu dovuta all'eccessivo traffico cittadino che si creava durante il passaggio dei treni, ma anche perché nel frattempo intorno alla stazione di Manfredonia Campagna si era creato un grosso nucleo abitativo.
Attualmente il servizio ferroviario è attivo soltanto nella stagione estiva, mentre nelle restanti stagioni sono presenti corse di pullman FS sostitutivi.
L'11 giugno 2017 è stata attivata la fermata di Manfredonia Ovest.

### Il progetto tram-treno
Negli anni 2010 era stato previsto di trasformare la linea in un tram-treno nella zona urbana di Manfredonia. Ciò avrebbe permesso di sfruttare il sedime ferroviario come mezzo di trasporto urbano, con la creazione di nuove fermate all'interno della città (con capolinea la fermata di Piazza Marconi) e la costruzione di un nodo di interscambio, denominato "Manfredonia Ovest", con autobus extra-urbani verso le altre località del Gargano e Zapponeta. In seguito però i lavori furono bloccati, a causa dell'esclusione del progetto dal Patto per la Puglia. Ciononostante, la continuazione dei lavori era stata anche in seguito inclusa tra i progetti inclusi nel Fondo per lo Sviluppo e la Coesione 2014-2020, con un'attribuzione nominale di fondi pari a 50 milioni di euro a settembre 2016.
Ad agosto 2021, con l'aggiornamento del "Piano Attuativo 2021-2027 del Piano regionale dei Trasporti della Regione Puglia", è stato annunciato ufficialmente l'abbandono del progetto, prevedendo invece la dismissione della linea ferroviaria a favore di un sistema di Bus Rapid Transit. Ciononostante, a gennaio 2022 si ipotizzò di re-inserire l'opera nel piano, prima che l'ipotesi apparentemente tramontasse una seconda volta.

## Caratteristiche
| Continuation backward |

|  | Unknown route-map component "ABZg+l" | Unknown route-map component "CONTfq" |

| Station on track |

| Unknown route-map component "CONTgq" | Unknown route-map component "ABZgr" |  |

| Unknown route-map component "CONTgq" | Unknown route-map component "ABZgr" |  |

| Unknown route-map component "SKRZ-Au" |

| Unknown route-map component "eHST" |

| Small non-passenger station on track |

| Unknown route-map component "eBHF" |

| Unknown route-map component "eHST" |

| Small non-passenger station on track |

|  | Unknown route-map component "eABZg2" | Unknown route-map component "exSTRc3" |

|  | Stop on track + Unknown route-map component "exSTRc1" | Unknown route-map component "exSTR+4" |

|  | Stop on track | Unknown route-map component "exSTR" |

|  | Unknown route-map component "KBHFxe" | Unknown route-map component "exSTR" |

| Unknown route-map component "exSTRc2" | Unknown route-map component "exABZg3" | Unknown route-map component "exSTR" |

| Unknown route-map component "exKDST1" | Unknown route-map component "exSTR+c4" | Unknown route-map component "exSTR" |

|  | Unknown route-map component "exKBHFe" | Unknown route-map component "exkSTR3" |

| Unknown route-map component "exKINTaq" | Unknown route-map component "exkSTRr+1" | Unknown route-map component "exkSTRc4" |

La linea, della lunghezza complessiva di 36 km, fu realizzata a binario semplice e trazione a vapore. Il percorso era poco impegnativo dal punto di vista altimetrico, per cui la massima ascesa venne contenuta entro il 13 per mille; il solo raccordo terminale per Manfredonia città superava tale valore raggiungendo il 16 per mille. Vennero costruite tre stazioni e tre fermate intermedie prive di segnali e di scambi e dieci passaggi a livello custoditi. Lo scalo di Manfredonia venne dotato di sagoma limite, ponte a bilico da 40 t per la pesatura dei carri e di raccordo a stella per la giratura delle locomotive. Alla fine degli anni 1950 l'esercizio venne stabilito a dirigenza unica con gli eventuali incroci e precedenze nelle assuntorie di Amendola, Frattarolo e Manfredonia; questo durò fino alla fine degli anni 1980, quando gli impianti vennero gradualmente impresenziati e l'esercizio svolto a spola.